# 香川県広域都市開発構想
香川県広域都市開発構想（かがわけんこういきとしかいはつこうそう）は、1964年（昭和39年）、香川県庁により策定された香川県の都市開発計画構想である。
背景としては、1962年（昭和37年）の国による全国総合開発計画によって位置付けられた「新産業都市」の指定と、1963年（昭和38年）に香川県により策定された「香川県長期経済計画」とがある。
1962年に策定された、第一次全国総合開発計画で示された「新産業都市」の指定を受けるために策定された構想をもとに、1964年、「香川県広域都市圏開発構想の概要」として発表された。

## 概要
香川県広域都市開発構想は、「香川県長期経済計画（1955年）」に基づく香川県総合開発計画が1960年度をもって終了するため、それに続く新たな基幹計画として策定された。
既に、1962年に、国による全国総合開発計画によって位置付けられた「新産業都市（地方の中でも資本の限界効率が最も高い都市〈当初全国で15カ所〉）」の指定が発表され、この都市を拠点として発展させることで随伴して当該全域の発展を促そうとする「拠点開発方式」が同計画で示された。但し香川県の作成した指定申請は、指定に至らなかった。その後、指定申請の際に取りまとめた構想を、「香川県広域都市圏開発構想の概要」として発表し、1963年（昭和38年）に香川県により策定された「香川県長期経済計画」に引き継ぐ形で盛り込まれた。
この都市圏開発構想は、県計画と市町村計画の中間に位置する一種の地域計画であり、都市圏開発構想の圏域は、高松・丸亀・坂出・牟礼・国分寺・宇多津・多度津・庵治の3市4町1村を範囲としていた。

## 香川県長期経済計画
香川県長期経済計画は1955年（昭和30年）に樹立した県総合開発計画が1960年（昭和35年）で終了するため新たな長期計画の策定として計画された。
国は国民所得倍増計画を策定し、1962年10月には工業の地方分散をはかる全国総合開発計画が閣議で決定された。
この国の計画と方向を一体化し、瀬戸内海地域開発および四国総合開発も考慮しながら県政の指針となる経済計画が求められ、1963年に策定された香川県長期経済計画は1960年を基準年次とし1970年（昭和45年）を目標年次とする期間計画である。
この計画の主要目標は期間内に県内の生産所得を約2倍に増加させ、全国比87.7%だった県民一人当たりの生産所得を全国水準に到達させることを目的としていた。計画目標を実行するためには年平均7%の成長を必要とし、主には産業構造の高度化によって高度成長が達成されるとした。
第一次産業の比重を重くしそれに代わる第二次、三次産業の比重を増大させ、その期間中に県内工業生産額は35年の830億円から45年に3700億円と4.5倍に達成し、石油化学工業の233倍、鉄鋼業の12.2倍金属製品製造業の8.5倍などの伸びが予想されていた。
これは主として高松・坂出・丸亀を中心とする臨海工業地帯に誘致する重化学工業の生産増に期待しているためである。
この計画は人口雇用所得計画、産業復興計画に続いて産業基盤整備計画と人的資質向上計画にも言及している。産業基盤整備計画としては工業用地・工業用水・交通などのいわゆる土地・水・道・橋の四大プロジェクトが唱われ、それとともに電力・通信・都市住宅・国土保全の各計画が立てられた。

## 塩田整理の歴史
日本専売公社の諮問機関である塩業審議会では、約2年にわたって塩業近代化の問題を審議していた。1969年（昭和44年）8月に同審議会内の小委員会中間報告があった。
この報告では、塩の製造方法を塩田製塩方式から大規模イオン交換膜製方式に全面的に転換することや、塩田経営の転廃業を余儀なくされるものに対して政府として助成措置や、3年ないし5年の準備期間をおき塩専制度を廃止するということ、の三点が指摘された。
塩業近代化の実施のためには、法的措置の必要を感じ、「塩業近代化臨時措置法（案）」の制定に向けての作業を進めた。公社の原案に対する内閣法制局の修正案が出された。
1971年（昭和46年）2月5日に両者の詳細な審議検討を経て、「塩業の整備及び近代化の促進に関する臨時措置法」が閣議決定され、2月29日参議院本会議で可決成立し、同年4月1日から実施されることとなった。同法は、12の条文と4条の付則からなり、総則的条項、塩業の整備に関する条項、塩業の近代化の促進に関する条項によって構成されていた法律となった。
同法の成立および同法施行に伴う関係諸法令制定により、香川県内でも塩業の転廃業と塩田跡地に対する対応策が、動き出した。
第四次塩業整備事業は、江戸時代以来続いていた塩田製塩を完全に廃棄した。
香川県では海岸線の延長約700キロメートルという沿岸部のかなりの地域が、塩田によって占められていた。そのため、「塩業の整備及び近代化の促進に関する臨時措置法」に基づく施策が実施されると、ほとんどの塩田事業者は製塩以外への転職となるため、製塩企業の経営者、労働者、塩田の土地所有者、もしくは塩業組合と連合組織など、今後の進むべき方向を選択することを余儀なくされていた。そのため、香川県における塩田跡地都市開発は、製塩方式の転換のみにとどまらず、製塩地帯の市町村の地域開発計画とも密接な関係を持ち、交付された賠償金による先行投資や、塩業従事者の転職問題などの解決しなければならない多くの問題を抱えながら展開することとなった。

## 宇多津新都市開発
これまでの塩業整備と違って、一切の塩田が廃絶され同時にすべての製塩地域において転用が実施される際には、広大な面積が対象となることであり、後背の内陸をも含めて将来的な展望に立った地域開発計画の一環として考えることが必要である。したがって、製塩地帯の市町村の場合は行政区域内における塩田跡地の転用をどのようにするかが、その市町村の地域開発計画と極めて密接な関係であるか、あるいはそれが基礎となって都市再開発計画を立てるということにもなりかねない。特に、第三次の塩業整備で瀬戸内海西部の塩田が大部分転用され塩田面積の全国比が増大していた香川県は、約900ヘクタールの広大な土地をかかえ、これを効果的に利用できるかが四国地域開発の中で発展の1つの鍵を握っていると考えた。
宇多津町は古くからの塩田の町、また県下最大規模の塩田を持つ扶桑塩業組合が存在し、行政区域の平坦部の約3分の1を占める塩田跡地の計画は、そのまま明日の宇多津町の姿を示すことになる。
また仁尾町の場合、仁尾塩田株式会社があり、農業や漁業以外には産業もない仁尾町で創業した大正8年以来、主要産業として町を支えてきた。近代の塩業の町として典型的だった。
町と塩業の密接な結びつきは、水に恵まれない仁尾町に対して、製塩過程でできる蒸留水を供給していたということなどからもうかがえる。したがって、町当局もこの際、仁尾町地域の海岸線の大部分を占める塩田跡地の利用計画によって、調査研究を実施し、1973年（昭和48年）7月に「仁尾町総合開発計画書」を作成している。
自治体を中心とした開発計画案は必ずしも実施に移されるわけではなく、手直しや改変が行われるが、どれも塩田跡地の利用によってその後の地域開発が進んでいる。
第4次塩業整備の結果、塩田の転用計画は、香川県のように大部分の塩田が最後まで稼働していた地域では計画の実施に困難な問題も多かったようだ。
転用にはある程度までの土地造成が必要だが、そのためにはかなりの投資額が必要であるため、塩田所有者自体も個々で実施するより合同で行うべきである。
しかし、株式会社形態の場合はよいが大部分の塩田は数多くの塩田地主による分割所有の形態で、その土地の上で製塩業者は組合やその他合同の組織によって、共同して製塩業を行っているのが通例である。
さらに、県市町等、地方公共団体との密接な連絡は必須であり、区画整理事業や都市再開発計画に組み込んで行うことが望ましい。

## その他の都市開発

### 香川田園テクノポリス
テクノポリス構想は、1980年（昭和55年）3月、新しい地域経済の進行施策として示された。この施策は、電子・機械等が中心の先端技術産業部門や大学、民間の研究機関等の学術部門、居住部門等を一つの地域内にまとめるという構想だ。
　テクノポリス法（高度技術工業集積地域開発促進法）は1983年（昭和58年）に施行された。同法に基づき、18の地域が開発計画の承認を受け、香川県はこの18番目として1985年（昭和60年）12月に「香川田園テクノポリス」の開発計画が承認された。この計画は、高松、丸亀、坂出、善通寺、観音寺の5市と多度津、宇多津、高瀬、三野、豊中、詫間、仁尾の7町を含んでおり、その面積は香川県のおよそ3分の1の面積を占める。母都市とする高松市に香川大学を置き、「21世紀の瀬戸内に創出する新しい田園文化都市」をテーマとした。
この工業開発の目標は、①メカトロニクス、新素材、バイオテクノロジー、ソフトウェア開発の4つの分野を中心とし、地域企業の技術の高度化を推進すること。②前述した四分野に加え、大規模振動台実験施設利用産業とそれらの高度技術を支えるソフトウェアハウス等を対象とし、高度技術開発企業を誘致すること。➂市街地の臨海部、郊外地域に土地区画整理事業により、住宅団地を計画的に建設し、教育、研究、スポーツ、文化、レクリエーション、福祉等が調和した居住環境を創造すること。である。地域整備の方針には「新宇多津都市（地域整備振興公団）」の活用・整備が示されている。

### テレトピア指定地域
テレトピア構想は、ニューメディアによる地域社会の、高度情報社会への移行をおこなうための施策として、1983年8月に郵政省が提唱したものである。1985年3月に20地域が郵政省によってテレトピア指定地域に指定され、その後、指定地域は60を超えている。香川県は1985年10月に指定を受けた。対象地域は高松で、テーマは「全国と四国を結ぶ情報の結節拠点ー情報拠点都市高松を目指す」というもの。

### 「備讃地域整備構想」と「高松ポートルネッサンス21」
瀬戸大橋開通後の備讃地域の将来構想を、国土庁・建設省・運輸省・通産省の4つの省庁で1984年・85年にまとめたが、「備讃地域整備構想」であり、「高松ポートルネッサンス21」は建設省の「高松港頭地区再開発」構想とともに、瀬戸大橋開通後の高松港の将来構想について考えたものである。
これらの構想は、高松市が宇高連絡船を失った後、どう活性化させるかを21世紀をにらんで検討するもので、2万トンクラスの観光船の発着可能なバースの建設や、インテリジェントビルなどを配し、「玉藻地区再開発」も含んだ開発構想である。

### グリーントピア構想
大川、寒川、長尾の3町を対象に、高度情報化に対応した農村地域の情報システムを調査検討し、農業情報のシステム化等、有線系のメディアを利用し、CATVなどを活用する内陸部の地域開発構想である。

### 香川県マリノベーション構想
この構想は、21世紀の水産業を考えるというもので、水産庁が1985年度からの新たな海洋開発の長期計画として打ち出した。香川県の場合、経済的に架橋効果の少ないことや、交通の面で立ち遅れが見られる東讃地域の活性化の手段として考えられる構想である。
　以上のような諸構想は、どれも21世紀の香川県の在り方を探るものであり、既に動き出している計画もある。